# Букурешки тролејбус
Букурешки тролејбус је мрежа тролејбуса отворена 1949. године. Мрежа тренутно има 15 тролејбус линија и 4 депоа. Постоје две мреже: централна мрежа и јужна мрежа (Берчени). Ове две су одвојене 1987. године након завршетка линије метроа М2 и демонтаже осовине Север-Југ.
Тролејбуси, као и трамваји и аутобуси у Букурешту, сви су у власништву РАТБ-а. На РАТБ картама, тролејбуси обично су обојени у ЗЕЛЕНА.

## Тролејбусне руте
- 61: МАСТЕР СА - Трг Росети
- 62: Индустријска средња школа - Северна Железничка Станица
- 65: Пажура/Дриду - Трг Свети Војводе
- 66: Болница Фундени - Василије Парван
- 69: Долина Арђеша - Бајкулуј
- 70: Булевар Басарабија - Василије Парван
- 73: Турну Магуреле - Трг Унија
- 74: Булевар Александара Обређиа - Трг Унија
- 76: Трг Решица - Трг Унија
- 79: Булевар Басарабија - Северна Железничка Станица
- 85: Бајкулуј - Северна Железничка Станица
- 86: Пажура/Дриду - Национални Стадион
- 90: Долина Арђеша - Национални Стадион
- 91: Депо Александрија - Трг Росети
- 93: Долина Арђеша - Северна Железничка Станица
- 96: Депо Александрија - Северна Железничка Станица

### Линије су привремено обустављене
- 71: Долина Арђеша - Северна Железничка Станица (у почетку линија 93 довела је до Долина Јаломица, али са почетком радова на линији М5 метроа, пресељена је у Долина Арђеша, замјењује 71)
- 92: Дрворед Дунавска Брана - Василије Парван
- 97: Базен Страулешти - Трг Свети Војводе

## Возила
Међу тролејбусима који циркулишу или су коришћени на улицама Букурешта су:

### Који још увек ради данас

#### Икарус 415Т
Тролејбуси Икарус 415Т има 200 возила. Произведени су од стране фабрике Икарус Секешфехервар у Мађарској и електроенергетске монтаже Астра Бус Арад у Румунији између 1997. и 2002. године. Они се додељују на све четири тролејбуске депоа у граду и циркулишу на свим трамвајским линијама. Ови 200 возила, заједно са 2 прототипа (демонстратор који је први пут отпутовао у Дебрецен и одведен у Талин, гдје је тамо исечени на старо гвожђе, а други намијењен извозу у Русију, касније се претворио у аутобус) и 3 сличне копије достављене Галати 2000. године чине целу флоту колица Икарус 415Т постојање на овом свету.

#### Астра Чителис Ирисбус
Ирисбус тролејбуси су доведени између 2007. и 2008. године и они су низак спрат. Они су само додијељени "Светао Огњиште" и Бужорени депотима. Баш као Икарус тролејбуси, они су били изграђени у Астра Бус Арад.

#### РОКАР 412Е
Било је два тролејбуса РОКАР 412Е, број 7454 и 7459. Они су били базирани на румунском аутобусу "Рокар ДеСимон", произведеном у фабрикама Рокар у Букурешту. 7454 припада депоту "Светао Огњиште" све док није продата отпадном металу у 2009. години. Друга јединица, број 7459 је опремљена моторима за вучу АС. Због честих распада, пензионисано за непознат временски период и ускладиштено је у Бужоренију.

#### РОКАР 812Е Аутодромо
РОКАР 812Е је био прототип тролејбуса. Његову каросерију је направио Аутодромо у Италији док су електронику направили Киепе из Немачке и Рокар из Румуније. Намијењен је за депоу Бужорени, али због недостатка електричног дијела, ова јединица, број 7460, такође је ушао у конзервацију у непознатом временском периоду.

### Тролејбуси уклоњени из циркулације

#### МТБ-82
МТБ-82 је био први тролејбус који је возио на улицама Букурешта. Донесени из Совјетског Савеза 1949. године (из Енглеске фабрике Мојсеј Урицки), били су повучен из тиража 1960. или 1961. године.

#### ТВ2Е и ТВ20Е
ТВ2Е и ТВ20Е тролејбуси били су први румунски тролејбуси. Произведено између 1959. и 1968. године (ТВ2Е) и између 1971. и 1976. године (ТВ20Е) на аутобуса фабрике Тудора Владимиреска (касније РОКАР), то је довело до проширења румунских тролејбуских мрежа. Они су стављени ван службе 1980-их, замењени серијом ДАК.

#### РОМАН 112Е
РОМАН 112Е били су серија тролејбуса коју је произвела фабрика камиона и аутобуса РОМАН Брашов у сарадњи са РОКАР (електрична опрема) између 1975. и 1978. године. На основу РОМАН 112 УД аутобусе (слично моделу ИК5-а Икарбуса Земуна), овај модел стављен ван употребе 1991. године.

#### Серија Тролејбусих ДАК
ДАК тролејбус серије је направила фабрика РОКАР између 1979. и 2000. године. Било је неколико типова:
- ДАК 112Е, тролејбус 12 метара
- ДАК 117Е, тролејбус 17 метара (зглобни тролејбус)
- ДАК 212Е, тролејбус 12 метара
- ДАК 217Е, тролејбус 17 метара (зглобни тролејбус)
- ДАК 317Е, тролејбус 17 метара (зглобни тролејбус)
- ДАК 118Е, тролејбус 18 метара, зглобни тролејбус са тандем шасијом
- ДАК 123Е, тролејбус 23 метара, двоструки артикулисан прототип тролејбуса. Произведено 1988, продато за отпад 2000. Био је део гараже "Светао Огњиште", а касније Бужорени. Пензионисан једном када су ИКАРУС-и долазили у Бужорени.

Напомена: главна разлика између серије 112/117 и серије 212/217 била су јачи мотори вуче. Серија 212/217 је уведена 1986. године (као модели извоза), а 1990. године (за домаће тржиште).
Ови тролејбуси су затворени 2007. године у Букурешту. Међутим, ови тролејбуси и даље круже у другим градовима у Румунији (Клуж-Напока, Пјатра Њамц, Живоград итд.). Разлог зашто су ови тролејбус модели били толико успешни био је програм "електрификације" који су иницирали комунистичке власти у осамдесетим годинама (која је додала велику количину тролејбуских и трамвајских мрежа до деведесетих година) румунских градова. Ово је довело до интензивне производње ДАК серије тролејбуса. Ови тролејбуси су такође извезени изван Румуније, у градове као што су Кијев и Харков у украјинској ССР и Богота у Колумбији. Артикулисана верзија је такође тестирана у Кишињеву, Будимпешти и Београду, али су одбијени због непознатих разлога. Неколико примера је направљено у сарадњи са "Чавдар" из Бугарске за неколико бугарских градова са тролејбусом.
Због економских разлога, неколико зглобних тролејбуса скраћено је до 12 метара тролејбуса. Ова пракса није обављена само у Букурешту, већ иу другим градовима у Румунији.

#### РОКАР 512Е
РОКАР 512Е је била мала серија тролејбуса произведених на бази РОКАР 512УД автобуси (која је произведена у мањим бројевима од модела тролејбуса). Нумерирани 7449-7453 и 7455-7458 и сви додијељени депоту "Светао Огњиште", све их је прошло до 2008. године, продато је за отпадни метал.

#### РОКАР 312Е
РОКАР 312Е тролејбуси су направљени између 1997. и 1998. године на бази РОКАР 312УБ аутобуса. Иако су само за Букурешку мрежу направљене само 2, више њих је направљено за градове као што су Плојешти, Јаши и Клуж-Напока. 2 примера су нумерисана 7447 и 7448. Број 7447 је првобитно био додијељен "Светао Огњиште", али је касније у 2006. години био додијељен депоту "Берчени", гдје је трајала до краја 2007. године када је пустена ван службе, заједно са Саурер тролејбуси. Број 7448 је остао као резервни тролејбус до 2007. године, када је такође продан за отпад.

#### Саурер 5ДУК-А
Саурер 5ДУК-А се првобитно појавио као аутобусе у Женеви између 1968. и 1970. Године 1993. неколико њих је поклоњено РАТБ-у из Букурешта и користи се као аутобусе на експресној линији (нарочито онима који воде Аеродрому Хенри Коанда-Отопени). 1996 или 1997. године одлучено је да их претворе у тролејбусе. Измена је извршена електричном опремом РОКАР и обављена на УРАК-у (Главне Транспортне Радионице Букурешта). У почетку су додијељени Бужоренијевом депоту, али једном по доласку ИКАРУС-а, брзо су их пребацили у Берчени депот, гдје су се одвијали до 2007. године. Нема јединица опстаје као данас.

#### Фото Галерија
- МТБ-82
- ТВ2Е (далеко лево)
- ДАК 117Е (прототип из 1979)
- ДАК 112Е (скраћено од ДАК 117Е)
- РОКАР 512Е
- РОКАР 312Е (овде у Плојештију)
- Саурер 5ДУК-А
- Икарус 415Т
- РОКАР 412Е
- РОКАР 812Е Аутодромо
- Астра Чителис Ирисбус